# 900-as évek
Évszázadok: 9. század – 10. század – 11. század
Évtizedek: 850-es évek – 860-as évek – 870-es évek – 880-as évek – 890-es évek – 900-as évek – 910-es évek – 920-as évek – 930-as évek – 940-es évek – 950-es évek
Évek: 900 901 902 903 904 905 906 907 908 909 910

## Események
- 904
  - III. Szergiusz pápa trónra kerül
  - Chang'an-nak, a Tang-dinasztia fővárosának lerombolása, abban az időben a Föld legnagyobb városa volt
  - Angliában megalapítják a Királyi Pénzverdét
  - Saracens elfoglalja Thesszalonikét

## Államok vezetői
- Árpád magyar fejedelem (Magyar Fejedelemség) (895–907† )
- Zolta magyar fejedelem (Magyar Fejedelemség) (907–947)